# Varró Dezső
Varró Dezső (Kolozsvár, 1907. június 29. – Dés, 1982. április 11.) erdélyi magyar költő.

## Életútja
Középiskoláit a kolozsvári Református Kollégiumban kezdte, a dési gimnáziumban és a nagyenyedi Bethlen Gábor Kollégiumban folytatta és a budapesti Berzsenyi Dániel reálgimnáziumban végezte (1927). Lelkészi képesítését a kolozsvári Református Teológián szerezte (1932), utána a budapesti Pázmány Péter Tudományegyetemen bölcsészetet hallgatott (1934–37). Először segédlelkész volt Szamosújváron (1938–41), majd Désen (1941–47), rendes lelkész Radákszinyén (1947–50), majd Kozárváron, nyugdíjazásáig (1970).

## Munkássága
Első verseit Áprily Lajos bátorítására az Enyedi Újságban közölte 1925-ben. Az Ifjú Erdély szerkesztőbizottságának tagja (1928–32), az Erdélyi Fiatalok főmunkatársa. Versei, könyvkritikái ezenkívül a Brassói Lapok, Ellenzék, Erdélyi Helikon, Erdélyi Szemle, A Hírnök, Keleti Újság, Egyházi Közélet, Szamosmente, Szamosvölgyi Napló, illetve a Nyugat, Pesti Napló, Pesti Hírlap hasábjain; a második világháború után három verse s halála után egy versösszeállítása Lászlóffy Aladár bevezetőjével az Utunkban (1982/17), majd a Helikonban (1990/39) jelent meg. Huber András a Szamos menti irodalmi értékeket számba vevő könyvében rövid portré kíséretében hét versét közölte újra. Elment c. versét a költő Móricz Zsigmond fogadott leányának, Erzsikének ajánlotta, aki egy ideig menyasszonya volt.
Azok közé a költők közé tartozott, akik az erdélyi irodalom új nemzedékének igéivel csoportosan az Új arcvonal (Kolozsvár, 1931), majd az Új erdélyi antológia (Kolozsvár, 1937) c. kötetekben keresték a maguk helyét. Az előbbi kötetről írva Reményik Sándor azok között emeli ki nevét, aki „valóban »utánpótlás« és nekünk beteljesedő drága reménységünk”. Az 1930-as évek végén, a Szamosmente című lap által szervezett irodalmi esteken Désen többször is fellépett Bartalis János, Ligeti Ernő és Walter Gyula társaságában. De ott találjuk a Termés tömörülésében is az 1940-es évek első felében. Visszahúzódó természete miatt azonban költői beérése későn következett be, akkor, amikor a politikai viszonyok miatt az ő költészetére már „nem volt igény”, s így első és egyetlen önálló kötete is csak idős korában, mintegy jóvátétel gyanánt látott napvilágot.

## Művei
- Gyilkos tavasz. Versek (Abafáy Gusztáv bevezetőjével, Kolozsvár, 1970)